# شیرینی کشمشی
شیرینی کشمشی سوغات بروجرد یکی از انواع شیرینیهای خشک و سنتی ایرانی است. در این نوع شیرینی آرد، روغن، شکر، کشمش قرمز ریز و تخم مرغ به کار می‌رود.

## استفاده شیرینی کشمشی
شیرینی کشمشی به دلیل پایین بودن قند و شکر آن و همچنین مورد استفاده شدن کشمش در داخل شیرینی کشمشی، طرفدار زیادی داشته و اکثراً مورد استفاده عموم جامعه ایران است.

## علت خشک شدن شیرینی کشمشی
شیرینی کشمشی به نرم و لطیف بودن شهرت دارد و خشک شدنش در حین پخت تمام اصالت و خوشمزگی آن را زیر سؤال می‌برد. برای جلوگیری از این اتفاق، در مقدار مواد دقت کنید و همه مواد را طبق رسپی اندازه‌گیری کرده و اضافه کنید. اضافه کردن بیش از اندازه آرد یکی از دلایل خشک شدن شیرینی کشمشی ست.